# Alfons Sweeck
Alfons Sweeck (Keerbergen, 15 maart 1936 - 13 december 2019) was profwielrenner van 1959 tot en met 1962. Hij is de grootvader van veldrijders Laurens, Diether en Hendrik Sweeck.

## Belangrijkste overwinningen
1959
- 6e etappe Ronde van Tunesië
- Etappe 3b Ronde van België

1960
- 10e etappe Ronde van Spanje
- Eindklassement Ronde van België

## Resultaten in voornaamste wedstrijden
| Jaar | Ronde van Italië | Ronde van Frankrijk | Ronde van Spanje |
| ---- | ---------------- | ------------------- | ---------------- |
| 1960 |                  |                     | 16e (1)          |
| 1961 |                  |                     | opgave           |
| 1962 |                  |                     | 26e              |

| Jaar | Ronde van Vlaanderen | Parijs-Roubaix |
| ---- | -------------------- | -------------- |
| 1960 | 70e                  | 61e            |
| 1961 | 41e                  |                |
| 1962 |                      |                |